# 造幣局 (日本)

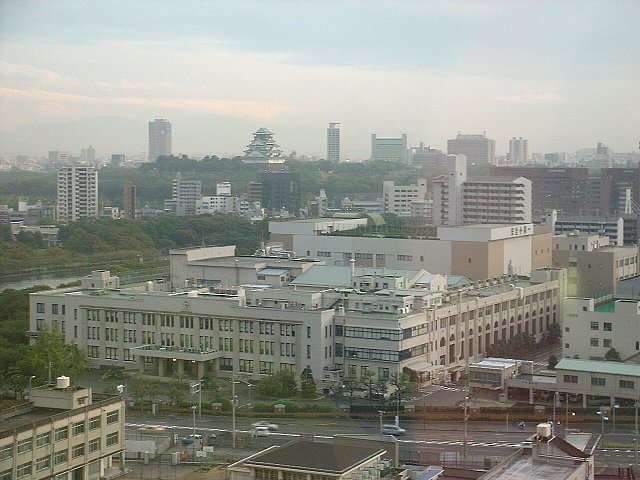
OAPタワーから南望する造幣局本局

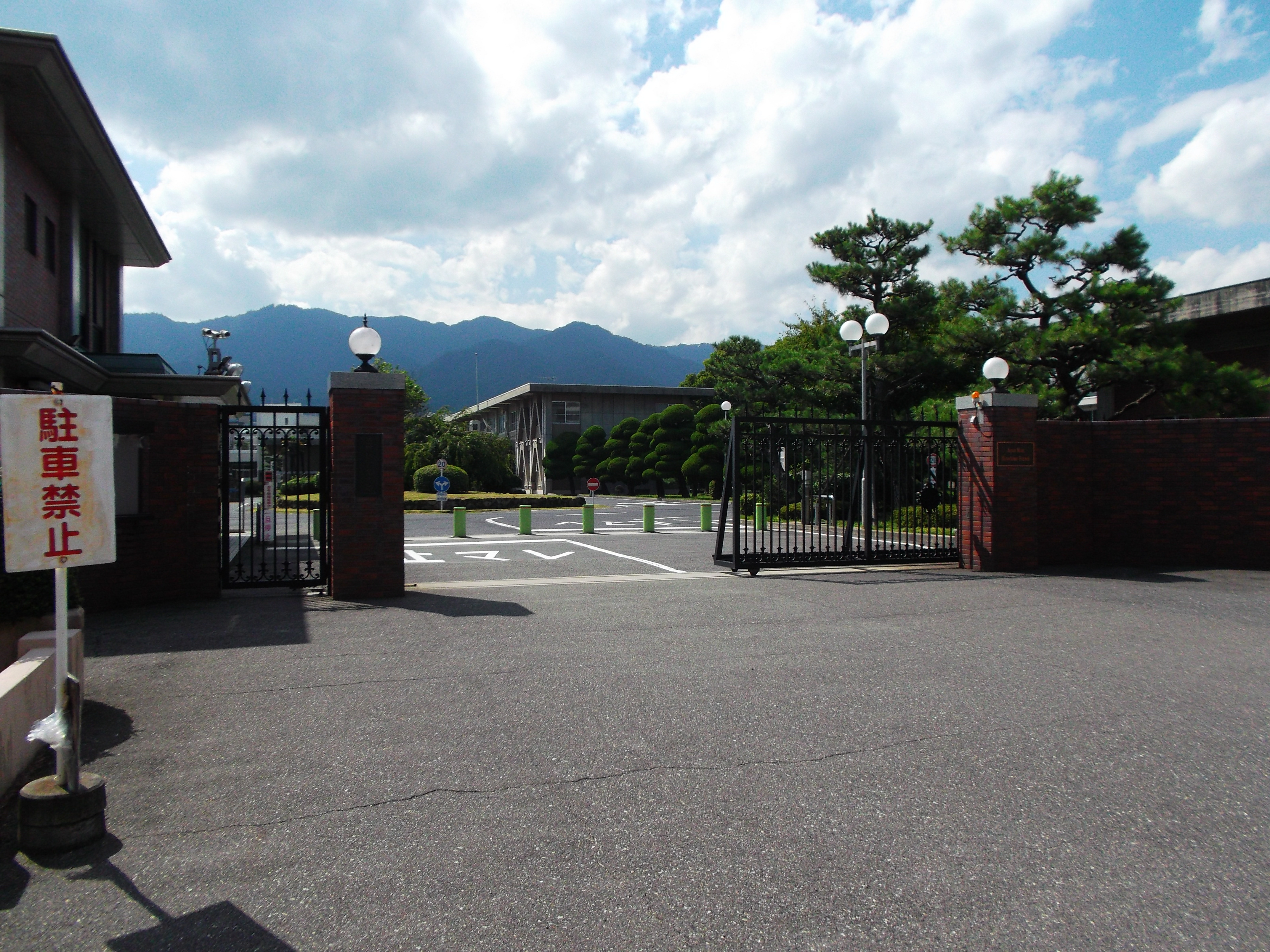
広島支局

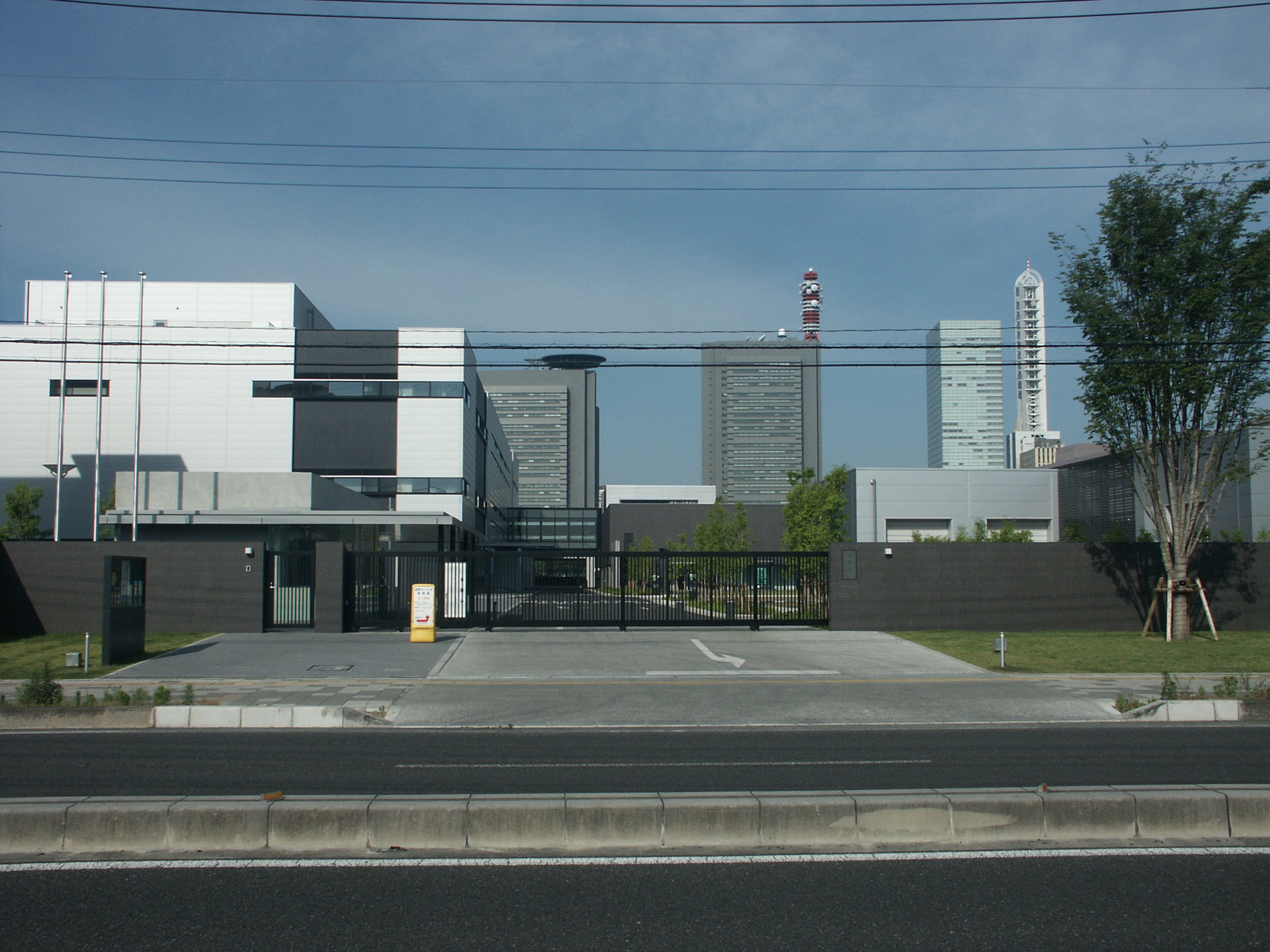
さいたま支局

独立行政法人造幣局（ぞうへいきょく、英: Japan Mint）は、硬貨の製造、勲章・褒章および金属工芸品などの製造、地金・鉱物の分析および試験、貴金属地金の精製、貴金属製品の品位証明（ホールマーク）などの事業を行う日本の独立行政法人（行政執行法人）。
職員の身分は国家公務員である。なお、紙幣（日本銀行券）の製造は行わず、これは独立行政法人国立印刷局で行われる。

## 概要
本局は大阪市北区天満に位置し、構内に造幣博物館がある。支局はさいたま市大宮区と広島市佐伯区の2か所に位置する。
1871年の創設時（創設当時の名称は「造幣寮」）以来、工場内および近隣周辺に貨幣鋳造時の余剰発生ガスでガス灯を灯しており、当初は日本初のガス灯による街灯で見物人が多数訪れている。1964年東京オリンピックや1972年札幌オリンピック、1998年長野オリンピック・パラリンピック、2020年東京オリンピック・パラリンピックの金・銀・銅の各メダル、名古屋城の金鯱なども製作され、大阪造幣局とも俗称される。

## 沿革
明治新政府は1868年5月16日（慶応4年4月24日）に旧金座および銀座を接収し、6月11日（慶応4年閏4月21日）に貨幣司を設けて二分判および一分銀などの鋳造を引き継がせている。1869年3月17日（明治2年2月5日）に貨幣司が廃止されて太政官に造幣局が設置され、8月15日（明治2年7月8日）に造幣局は造幣寮へ改称されて大蔵省所属となる。
1868年（慶応4年）に参与会計事務官三岡八郎、外国事務局判事五代才助らが同年に廃止されたイギリス帝国・香港造幣局の造幣機械を6万両で購入する契約を結び、11月1日（明治元年9月17日）に英国建築技師トーマス・ウォートルスが雇用され局舎設計および機器購入などを担当している。1869年にはオリエンタル・バンクとの間で貨幣鋳造条約が締結された。1870年3月3日（明治3年2月2日）に旧香港造幣局長トーマス・ウィリアム・キンダー（キンドル）が造幣寮首長に任命されている。
大阪本局は1871年1月17日（明治3年11月27日）に銀貨製造を開始し、4月4日（明治4年2月15日）に大蔵省造幣寮として創業式を挙行している。6月27日（明治4年5月10日）に新貨条例および造幣規則布告がされて近代的貨幣制度が開始される。
1875年（明治8年）1月31日限りでキンドルらお雇い外国人10人を解雇して寮務全般が改革され、試験分析局のディロンおよび冶金室のウィリアム・ゴーランド（ガウランド）に造幣頭の顧問役を兼任させている。
1877年（明治10年）1月11日に造幣局へ改称される。
1879年（明治12年）9月16日に大蔵省内で東京出張所が開設され貨幣製造のための地金受け入れ業務を開始する。1889年（明治22年）大阪本局の土地の一部が宮内省（現：宮内庁）の所管へ移され、その後三菱合資会社（現：三菱マテリアル）へ払い下げられる。東京支局は1907年（明治40年）5月17日に廃止されるが、1929年（昭和4年）7月1日に東京市麹町区内幸町へ東京出張所が再設され、1939年（昭和14年）11月20日に豊島区西巣鴨へ移転し、1943年（昭和18年）9月1日に造幣局東京支局へ改称され、1945年（昭和20年）4月13日に空襲で全焼し事業を停止している。同年6月7日に大阪本局も空襲で被災し工場の一部を焼失している。
1945年（昭和20年）2月1日に広島県佐伯郡五日市町へ造幣局広島支局が開設される。8月6日に広島市への原子爆弾投下により被災するが、1946年（昭和21年）1月15日に貨幣製造を再開し、同月に東京支局も貨幣製造を再開している。
1949年（昭和24年）6月1日に大蔵省の外局であり、長官を長とする造幣庁となる。
1952年（昭和27年）8月1日に大蔵省の附属機関である造幣局となる。
国家行政組織法の改正により、1984年（昭和59年）7月1日に位置づけが、大蔵省の特別の機関となる。
2003年（平成15年）4月1日に独立行政法人化された。
2012年（平成24年）9月、東京支局がさいたま市のさいたま新都心隣接地（三菱マテリアル所有地を取得）へ移転することを発表、2016年（平成28年）10月3日に移転開局するとともに、さいたま支局に改称された。

## 硬貨製造量
年銘別貨幣製造枚数による。
| 年銘                                         | 一円硬貨  | 五円硬貨 | 十円硬貨  | 五十円硬貨 | 百円硬貨 | 五百円硬貨 | 合計      |
| -------------------------------------------- | --------- | -------- | --------- | ---------- | -------- | ---------- | --------- |
| 1948年（昭和23年）                           | -         | 74,520   | -         | -          | -        | -          | 74,520    |
| 1949年（昭和24年）                           | -         | 291,588  | -         | -          | -        | -          | 291,588   |
| 1950年（昭和25年）                           | -         | 181,824  | -         | -          | -        | -          | 181,824   |
| 1951年（昭和26年）                           | -         | 197,980  | 101,068   | -          | -        | -          | 299,048   |
| 1952年（昭和27年）                           | -         | 55,000   | 486,632   | -          | -        | -          | 541,632   |
| 1953年（昭和28年）                           | -         | 45,000   | 466,300   | -          | -        | -          | 511,300   |
| 1954年（昭和29年）                           | -         | 0        | 520,900   | -          | -        | -          | 520,900   |
| 1955年（昭和30年）                           | 381,700   | 0        | 123,100   | 63,700     | -        | -          | 568,500   |
| 1956年（昭和31年）                           | 500,900   | 0        | 0         | 91,300     | -        | -          | 592,200   |
| 1957年（昭和32年）                           | 492,000   | 10,000   | 50,000    | 39,000     | 30,000   | -          | 621,000   |
| 1958年（昭和33年）                           | 374,900   | 50,000   | 25,000    | 18,000     | 70,000   | -          | 537,900   |
| 1959年（昭和34年）                           | 208,600   | 33,000   | 62,400    | 23,900     | 110,000  | -          | 437,900   |
| 1960年（昭和35年）                           | 300,000   | 34,800   | 225,900   | 6,000      | 50,000   | -          | 616,700   |
| 1961年（昭和36年）                           | 432,400   | 61,000   | 229,900   | 16,000     | 15,000   | -          | 754,300   |
| 1962年（昭和37年）                           | 572,000   | 126,700  | 284,200   | 50,300     | 0        | -          | 1,033,200 |
| 1963年（昭和38年）                           | 788,700   | 171,800  | 411,300   | 55,000     | 45,000   | -          | 1,471,800 |
| 1964年（昭和39年）                           | 1,665,100 | 379,700  | 479,200   | 69,200     | 10,000   | -          | 2,603,200 |
| 1965年（昭和40年）                           | 1,743,256 | 384,200  | 387,600   | 189,300    | 62,500   | -          | 2,766,856 |
| 1966年（昭和41年）                           | 807,344   | 163,100  | 395,900   | 171,500    | 97,500   | -          | 1,635,344 |
| 1967年（昭和42年）                           | 220,600   | 26,000   | 158,900   | 238,400    | 432,200  | -          | 1,076,100 |
| 1968年（昭和43年）                           | 0         | 114,000  | 363,600   | 200,000    | 471,000  | -          | 1,148,600 |
| 1969年（昭和44年）                           | 184,700   | 240,000  | 414,800   | 210,900    | 323,700  | -          | 1,374,100 |
| 1970年（昭和45年）                           | 556,400   | 340,000  | 382,700   | 269,800    | 237,100  | -          | 1,786,000 |
| 1971年（昭和46年）                           | 904,950   | 362,050  | 610,050   | 80,950     | 481,050  | -          | 2,439,050 |
| 1972年（昭和47年）                           | 1,274,950 | 562,950  | 634,950   | 138,980    | 468,950  | -          | 3,080,780 |
| 1973年（昭和48年）                           | 1,470,000 | 745,000  | 1,345,000 | 200,970    | 680,000  | -          | 4,440,970 |
| 1974年（昭和49年）                           | 1,750,000 | 950,000  | 1,780,000 | 470,000    | 660,000  | -          | 5,610,000 |
| 1975年（昭和50年）                           | 1,656,150 | 970,000  | 1,280,260 | 238,120    | 437,160  | -          | 4,581,690 |
| 1976年（昭和51年）                           | 928,850   | 200,000  | 1,369,740 | 241,880    | 322,840  | -          | 3,063,310 |
| 1977年（昭和52年）                           | 895,000   | 340,000  | 1,467,000 | 176,000    | 440,000  | -          | 3,318,000 |
| 1978年（昭和53年）                           | 864,000   | 318,000  | 1,435,000 | 234,000    | 292,000  | -          | 3,143,000 |
| 1979年（昭和54年）                           | 1,015,000 | 317,000  | 1,207,000 | 110,000    | 382,000  | -          | 3,031,000 |
| 1980年（昭和55年）                           | 1,145,000 | 385,000  | 1,127,000 | 51,000     | 588,000  | -          | 3,296,000 |
| 1981年（昭和56年）                           | 1,206,000 | 95,000   | 1,369,000 | 179,000    | 348,000  | -          | 3,197,000 |
| 1982年（昭和57年）                           | 1,017,000 | 455,000  | 890,000   | 30,000     | 110,000  | 300,000    | 2,802,000 |
| 1983年（昭和58年）                           | 1,086,000 | 410,000  | 870,000   | 30,000     | 50,000   | 240,000    | 2,686,000 |
| 1984年（昭和59年）                           | 981,850   | 202,850  | 533,850   | 29,850     | 41,850   | 342,850    | 2,133,100 |
| 1985年（昭和60年）                           | 837,150   | 153,150  | 335,150   | 10,150     | 58,150   | 97,150     | 1,490,900 |
| 1986年（昭和61年）                           | 417,960   | 113,960  | 68,960    | 9,960      | 99,960   | 49,960     | 760,760   |
| 1987年（昭和62年）                           | 955,775   | 631,775  | 165,775   | 775        | 193,775  | 2,775      | 1,950,650 |
| 1988年（昭和63年）                           | 1,269,042 | 396,120  | 618,112   | 109,112    | 363,112  | 148,218    | 2,903,716 |
| 1989年（昭和64年）                           | 116,100   | 67,332   | 74,692    | 0          | 0        | 16,042     | 274,166   |
| 1989年（平成元年）                           | 2,366,970 | 960,660  | 666,308   | 245,000    | 369,000  | 192,852    | 4,800,790 |
| 1990年（平成2年）                            | 2,768,953 | 520,953  | 754,953   | 274,953    | 444,953  | 159,953    | 4,924,718 |
| 1991年（平成3年）                            | 2,301,120 | 517,120  | 632,120   | 209,120    | 375,120  | 170,120    | 4,204,720 |
| 1992年（平成4年）                            | 1,299,130 | 301,130  | 538,130   | 49,130     | 211,130  | 88,130     | 2,486,780 |
| 1993年（平成5年）                            | 1,261,240 | 413,240  | 249,240   | 51,240     | 82,240   | 132,240    | 2,189,440 |
| 1994年（平成6年）                            | 1,040,767 | 197,767  | 190,767   | 65,767     | 81,767   | 105,772    | 1,682,607 |
| 1995年（平成7年）                            | 1,041,874 | 351,874  | 248,874   | 111,874    | 92,874   | 182,869    | 2,030,239 |
| 1996年（平成8年）                            | 942,213   | 207,213  | 546,213   | 82,213     | 237,213  | 99,213     | 2,114,278 |
| 1997年（平成9年）                            | 783,086   | 239,086  | 491,086   | 150,086    | 272,086  | 173,090    | 2,108,520 |
| 1998年（平成10年）                           | 452,612   | 172,612  | 410,612   | 100,612    | 252,612  | 214,608    | 1,603,668 |
| 1999年（平成11年）                           | 67,120    | 60,120   | 359,120   | 59,120     | 179,120  | 165,120    | 889,720   |
| 2000年（平成12年）                           | 12,026    | 9,030    | 315,026   | 7,026      | 172,026  | 595,969    | 1,111,103 |
| 2001年（平成13年）                           | 8,024     | 78,025   | 542,024   | 8,024      | 8,024    | 608,051    | 1,252,172 |
| 2002年（平成14年）                           | 9,667     | 143,662  | 455,667   | 11,667     | 10,667   | 504,661    | 1,135,991 |
| 2003年（平成15年）                           | 117,406   | 102,406  | 551,406   | 10,406     | 98,406   | 438,405    | 1,318,435 |
| 2004年（平成16年）                           | 52,903    | 70,903   | 592,903   | 9,903      | 204,903  | 356,903    | 1,288,418 |
| 2005年（平成17年）                           | 30,029    | 16,029   | 504,029   | 10,029     | 300,029  | 345,030    | 1,205,175 |
| 2006年（平成18年）                           | 129,594   | 9,594    | 440,594   | 10,594     | 216,594  | 381,593    | 1,188,563 |
| 2007年（平成19年）                           | 223,904   | 9,904    | 388,904   | 9,904      | 129,904  | 409,903    | 1,172,423 |
| 2008年（平成20年）                           | 134,811   | 9,811    | 362,811   | 8,811      | 93,811   | 432,811    | 1,042,866 |
| 2009年（平成21年）                           | 48,003    | 4,003    | 338,003   | 5,003      | 115,003  | 343,003    | 853,018   |
| 2010年（平成22年）                           | 7,905     | 510      | 328,905   | 510        | 67,905   | 406,905    | 812,640   |
| 2011年（平成23年）                           | 456       | 456      | 255,936   | 456        | 178,936  | 301,936    | 738,176   |
| 2012年（平成24年）                           | 659       | 659      | 279,211   | 659        | 402,211  | 267,211    | 950,610   |
| 2013年（平成25年）                           | 554       | 554      | 100,892   | 554        | 608,892  | 137,892    | 849,338   |
| 2014年（平成26年）                           | 124,013   | 87,538   | 171,013   | 7,538      | 445,013  | 167,013    | 1,002,128 |
| 2015年（平成27年）                           | 82,004    | 105,004  | 203,004   | 47,004     | 410,004  | 143,004    | 990,024   |
| 2016年（平成28年）                           | 574       | 35,064   | 198,064   | 46,064     | 461,064  | 221,064    | 961,894   |
| 2017年（平成29年）                           | 477       | 33,927   | 124,927   | 20,927     | 518,927  | 426,327    | 1,125,512 |
| 2018年（平成30年）                           | 440       | 17,960   | 178,960   | 56,960     | 567,960  | 286,192    | 1,108,472 |
| 2019年（平成31年）                           | 566       | 16,946   | 197,594   | 1,118      | 302,006  | 126,164    | 644,394   |
| 2019年（令和元年）                           | 502       | 20,574   | 137,026   | 42,502     | 58,614   | 76,956     | 336,174   |
| 2020年（令和2年）                            | 528       | 29,528   | 276,428   | 58,428     | 453,428  | 143,928    | 962,268   |
| 2021年（令和3年）                            | 845       | 10,133   | 139,133   | 9,133      | 366,133  | 354,933    | 880,310   |
| 2022年（令和4年）                            | 574       | 574      | 129,874   | 574        | 293,274  | 302,474    | 727,344   |
| 2023年（令和5年）                            | 463       | 463      | 27,927    | 463        | 192,927  | 362,527    | 584,770   |
| 2024年（令和6年）                            | 511       | 511      | 109,027   | 511        | 163,827  | 336,227    | 610,614   |
| 単位千枚、端数は四捨五入。記念貨幣は含まず。 |           |          |           |            |          |            |           |

### 貨幣製造計画
財務省公表の貨幣製造計画による。
| 年度 / 貨幣の種類     | 一円  | 五円  | 十円    | 五十円 | 百円    | 五百円  | 千円 | 五千円 | 一万円 | 合計    | 出典   |
| --------------------- | ----- | ----- | ------- | ------ | ------- | ------- | ---- | ------ | ------ | ------- | ------ |
| 2021年度（令和3年度） | 1,000 | 1,000 | 150,000 | 1,000  | 350,000 | 320,000 | ※100 | ※20    | ※30    | 823,160 | [ 9 ]  |
| 2022年度（令和4年度） | 536   | 536   | 61,000  | 536    | 200,000 | 365,000 | ※120 | -      | ※20    | 627,748 | [ 10 ] |
| 2023年度（令和5年度） | 484   | 484   | 33,000  | 484    | 200,000 | 350,000 | -    | -      | -      | 584,502 | [ 11 ] |
| 2024年度（令和6年度） | 1,000 | 1,000 | 100,000 | 1,000  | 150,000 | 350,000 | ※290 | -      | -      | 603,290 | [ 12 ] |
| ※記念貨幣             |       |       |         |        |         |         |      |        |        |         |        |

## 外国硬貨の製造
保有する高度な通貨偽造防止技術を活かし、諸外国の通貨・記念硬貨やメダル製造も手掛けている。
戦前は、1901年（明治34年）2月20日に台湾銀行兌換券の引換基金として日本一円銀貨踏襲の「台湾銀行兌換引換用圓銀」製造を請け、1905年（明治38年）4月8日に韓国金貨、銀貨、銅貨製造を請け、1916年（大正5年）2月9日にロシア15カペイカおよび10カペイカ銀貨製造を契約している。
第二次世界大戦中は仏領インドシナなどの占領地域や、蒙古聯合自治政府などの傀儡国家の貨幣を製造した。
近年は、スリランカやニュージーランドの記念硬貨や、2012年（平成24年）11月に戦後初の外国一般流通貨幣製造となるバングラデシュのステンレス製2タカ貨幣5億枚を5億2千万円で落札し受注するなど、キャッシュレス普及などの貨幣流通量減少による余剰設備活用と技術力維持のため外国からの貨幣製造に注力している。
| 国                   | 種類         | 額面                    | 材質         | 製造年    | 発行枚数（枚） | 備考                                                              | 出典          |
| -------------------- | ------------ | ----------------------- | ------------ | --------- | -------------- | ----------------------------------------------------------------- | ------------- |
| 日本統治下台湾       | 円形銀塊     | 1円                     | 銀           | 1901-1914 |                | 厳密には外国ではない（植民地）                                    | [ 13 ]        |
| 大韓帝国             | 一般流通貨幣 | 半圓                    | 銀           | 1905-1910 | 168,546,568    | 初の外国貨幣の製造                                                | [ 13 ]        |
| 大韓帝国             | 一般流通貨幣 | 20銭                    | 銀           | 1905-1910 | 168,546,568    | 初の外国貨幣の製造                                                | [ 13 ]        |
| 大韓帝国             | 一般流通貨幣 | 10銭                    | 銀           | 1905-1910 | 168,546,568    | 初の外国貨幣の製造                                                | [ 13 ]        |
| 大韓帝国             | 一般流通貨幣 | 5銭                     | 白銅         | 1905-1910 | 168,546,568    | 初の外国貨幣の製造                                                | [ 13 ]        |
| 大韓帝国             | 一般流通貨幣 | 1銭                     | 青銅         | 1905-1910 | 168,546,568    | 初の外国貨幣の製造                                                | [ 13 ]        |
| 大韓帝国             | 一般流通貨幣 | 半銭                    | 青銅         | 1905-1910 | 168,546,568    | 初の外国貨幣の製造                                                | [ 13 ]        |
| ロシア帝国           | 一般流通貨幣 | 15カペイカ              | 銀           | 1915-1916 | 96,666,000     | 製造依頼による初めての外国通貨の製造                              | [ 13 ]        |
| ロシア帝国           | 一般流通貨幣 | 10カペイカ              | 銀           | 1915-1916 | 70,001,000     | 製造依頼による初めての外国通貨の製造                              | [ 13 ]        |
| シャム               | 一般流通貨幣 | 1サタン                 | 青銅         | 1926-1929 | 100,000,000    |                                                                   | [ 13 ]        |
| 冀東防共自治政府     | 一般流通貨幣 | 2角                     | 白銅         | 1936-1937 | 24,000,000     |                                                                   | [ 13 ]        |
| 冀東防共自治政府     | 一般流通貨幣 | 1角                     | 白銅         | 1936-1937 | 24,000,000     |                                                                   | [ 13 ]        |
| 冀東防共自治政府     | 一般流通貨幣 | 5分                     | 白銅         | 1936-1937 | 24,000,000     |                                                                   | [ 13 ]        |
| 冀東防共自治政府     | 一般流通貨幣 | 1分                     | 青銅         | 1936-1937 | 24,000,000     |                                                                   | [ 13 ]        |
| 冀東防共自治政府     | 一般流通貨幣 | 5厘                     | 青銅         | 1936-1937 | 24,000,000     |                                                                   | [ 13 ]        |
| 蒙古聯合自治政府     | 一般流通貨幣 | 1角                     | アルミニウム | 1942-1943 | 54,500,000     |                                                                   | [ 13 ]        |
| 蒙古聯合自治政府     | 一般流通貨幣 | 5分                     | アルミニウム | 1942      | 10,000,000     |                                                                   | [ 13 ]        |
| 蒙古聯合自治政府     | 一般流通貨幣 | 1分                     | アルミニウム | 1941-1942 | 30,000,000     |                                                                   | [ 13 ]        |
| フランス領インドシナ | 一般流通貨幣 | 1/4セント               | 亜鉛合金     | 1942-1944 | 547,000,000    | 一部が製造したものの現地へ輸送されていない                        | [ 13 ]        |
| オランダ領東インド   | 一般流通貨幣 | 10セント                | アルミニウム | 1943-1944 | 180,000,000    | 全量が製造したものの現地へ輸送されていない                        | [ 13 ]        |
| オランダ領東インド   | 一般流通貨幣 | 1セント                 | 錫合金       | 1943-1944 | 300,000,000    | 全量が製造したものの現地へ輸送されていない                        | [ 13 ]        |
| ニュージーランド     | 記念貨幣     | 1ニュージーランド・ドル | 純銀         | 2007      | 70,000         | 戦後初の外国貨幣の製造 日本ニュージーランド友好記念               | [ 17 ]        |
| スリランカ           | 記念貨幣     | 1,000ルピー             | 銀合金       | 2012      | 20,000         | 日本スリランカ国交樹立60周年記念                                  | [ 17 ]        |
| バングラデシュ       | 一般流通貨幣 | 2タカ                   | ステンレス鋼 | 2013-2014 | 500,000,000    | 戦後初の外国一般流通貨幣の製造 造幣局で初めてのステンレス硬貨     | [ 17 ]        |
| バングラデシュ       | 記念貨幣     | 100タカ                 | 銀合金       | 2013      | 4,000          | バングラデシュ国立博物館100周年記念銀貨幣                         | [ 17 ]        |
| カンボジア           | 記念貨幣     | 3,000リエル             | 銀合金       | 2013      | 10,000         | 日本カンボジア友好60周年記念                                      | [ 17 ]        |
| ブルネイ             | 記念貨幣     | 30ブルネイドル          | 純銀         | 2014      | 5,000          | 日本ブルネイ外交関係樹立30周年記念 造幣局で初めての両面カラー硬貨 | [ 17 ]        |
| ミャンマー           | 記念貨幣     | 5,000チャット           | 銀合金       | 2014      | 10,000         | 日本ミャンマー外交関係樹立60周年記念                              | [ 17 ]        |
| オマーン             | 記念貨幣     | 1リヤル                 | 純銀         | 2014      | 1,000          | オマーン第44回国祭日記念                                          | [ 17 ]        |
| ラオス               | 記念貨幣     | 50,000キープ            | 銀合金       | 2015      | 10,000         | 日本ラオス外交関係樹立60周年記念                                  | [ 18 ]        |
| オマーン             | 記念貨幣     | 1リアル                 | 純銀         | 2015      | 2,000          | ニズワ・イスラム文化の首都2015記念                                | [ 19 ] [ 17 ] |
| ジョージア           | 一般流通貨幣 | 20テトリ                | ステンレス鋼 | 2016      | 1,400,000      |                                                                   | [ 20 ] [ 17 ] |
| アラブ首長国連邦     | 記念貨幣     | 100ディルハム           | 銀合金       | 2016      | 10,000         | 殉職者の日記念                                                    | [ 21 ] [ 17 ] |
| ジョージア           | 記念貨幣     | 5ラリ                   | 銀合金       | 2017      | 1,500          | ジョージアワイン記念                                              | [ 17 ] [ 22 ] |
| アラブ首長国連邦     | 記念貨幣     | 50ディルハム            | 純銀         | 2017-2018 | 1,000          | 紙幣印刷所公式開所記念                                            | [ 17 ] [ 23 ] |

## 日本の民間向け事業

### 試験検定事業
貴金属製品の品位証明、地金・鉱物の分析、貴金属地金の精製など、造幣で培った技術を利用した企業・個人向けの事業を有償で行っている。

### 勲章
造幣局では勲章に関して製造以外にも、受章者が勲章を紛失・破損した場合、内閣府賞勲局から発行される「勲章調製通知書」や「勲章修理通知書」を提示すれば自費で修理・調製ができる。また受章者向けに、本勲章の代わりに左胸に着用する略小勲章も販売している。
国の勲章以外にも、オリンピックメダル、地方自治体の功労賞メダル、高校野球の優勝牌、大相撲の優勝杯など金属工芸品の製造も受注している。

### 土産品
造幣局内売店の土産品「造幣せんべい」は、神戸亀井堂総本店が製造して煎餅両面に1円 - 500円硬貨の図案が焼かれ、造幣局のほか財務省内売店でも販売し、旧：東京支局が豊島区に所在した縁で2004年（平成16年）に豊島区選定名品・名産品となる。桜の通り抜け期間中に順路沿い特設売店での販売時期もあるが、現在は京阪シティモール地下入口前で販売している。

## 歴代局長・理事長等
| 代                       | 氏名            | 在任期間              | 前職                                                                                | 後職           |
| 大蔵省造幣局長           | 大蔵省造幣局長  | 大蔵省造幣局長        | 大蔵省造幣局長                                                                      | 大蔵省造幣局長 |
| ------------------------ | --------------- | --------------------- | ----------------------------------------------------------------------------------- | -------------- |
|                          | 松田篤之        | 1990.6.29 - 1991.6.11 | 大蔵省理財局次長（国有財産担当）                                                    | 退職           |
|                          | 田中寿          | 1991.6.11 - 1992.7.20 | 大蔵省理財局次長（国有財産担当）                                                    | 退職           |
|                          | 吉本修二        | 1992.7.20 - 1993.6.25 | 大蔵省理財局次長（国有財産担当） →大蔵省大臣官房付                                  | 退職           |
|                          | 井坂武彦        | 1993.6.25 - 1994.6.15 | 大蔵省大臣官房金融検査部長                                                          | 退職           |
|                          | 西方俊平        | 1994.7.1 - 1995.5.26  | 大蔵省大臣官房審議官（証券局担当） 関東財務局東京証券取引所監理官                   | 退職           |
|                          | 花野昭男        | 1995.5.26 - 1996.7.12 | 大蔵省大臣官房審議官（銀行局担当）                                                  | 退職           |
|                          | 志田康雄        | 1996.7.12 - 1997.7.15 | 国土庁長官官房審議官（計画・調整局担当）                                            | 退職           |
|                          | 戸恒東人        | 1997.7.15 - 1998.7.1  | 大蔵省理財局次長（国有財産担当）                                                    | 退職           |
|                          | 堀田隆夫        | 1998.7.1 - 1999.7.8   | 大蔵省証券取引等監視委員会事務局長                                                  | 退職           |
|                          | 山本晃          | 1999.7.8 - 2000.6.30  | 大蔵省大臣官房審議官（金融企画局担当）                                              | 退職           |
|                          | 筑紫勝麿        | 2000.6.30 - 2001.1.6  | 大蔵省大臣官房審議官（関税局担当）                                                  | 財務省造幣局長 |
| 財務省造幣局長           |                 |                       |                                                                                     |                |
| 1                        | 筑紫勝麿        | 2001.1.6 - 2003.3.31  | 大蔵省造幣局長                                                                      | 退職           |
| 独立行政法人造幣局理事長 |                 |                       |                                                                                     |                |
| 1                        | 西原篤夫        | 2003.4.1 - 2008.7.18  | 元・国際復興開発銀行理事（1992.6退職） 東京証券取引所常務                           | 退職           |
| 2                        | 新原芳明        | 2008.7.18 - 2015.3.31 | 元・金融庁証券取引等監視委員会事務局長（2004.7.2退職） 一般社団法人信託協会専務理事 | 退職           |
| 3                        | 百嶋計          | 2015.4.1 - 2018.3.31  | 造幣局理事                                                                          | 退職           |
| 4                        | 川嶋真          | 2018.4.1 - 2021.3.31  | 財務省大臣官房参事官 大臣官房審議官（大臣官房担当）                                 | 退職           |
| 5                        | 山名規雄        | 2021.4.1 - 2023.3.31  | 財務省大臣官房審議官（大臣官房担当）                                                |                |
| 6                        | 後藤健二 (官僚) | 2023.4.1 -            | 大阪国税局長                                                                        |                |

## 桜並木一般公開

### 大阪本局

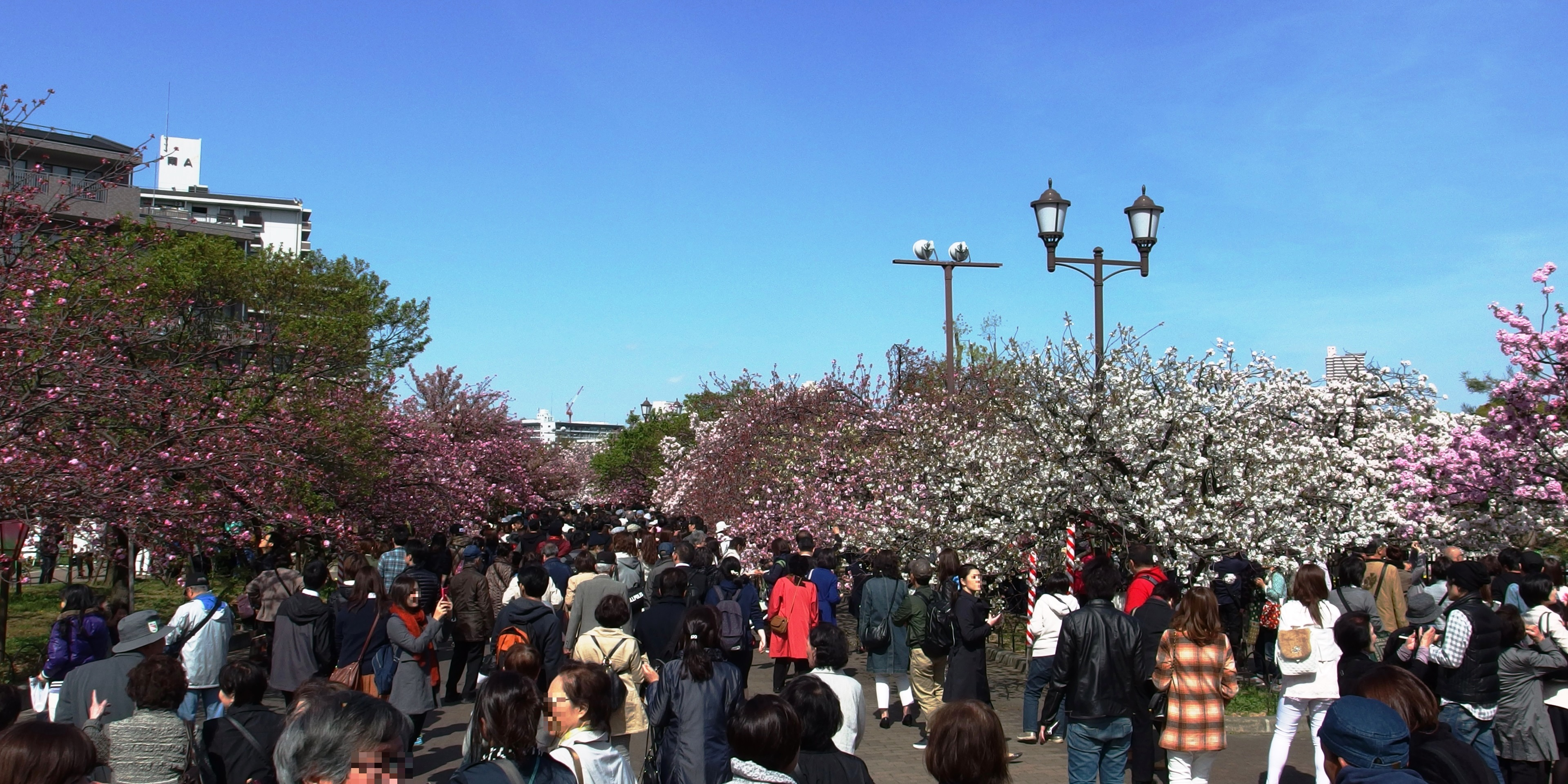
本局の桜（2016年（平成28年）の通り抜け）
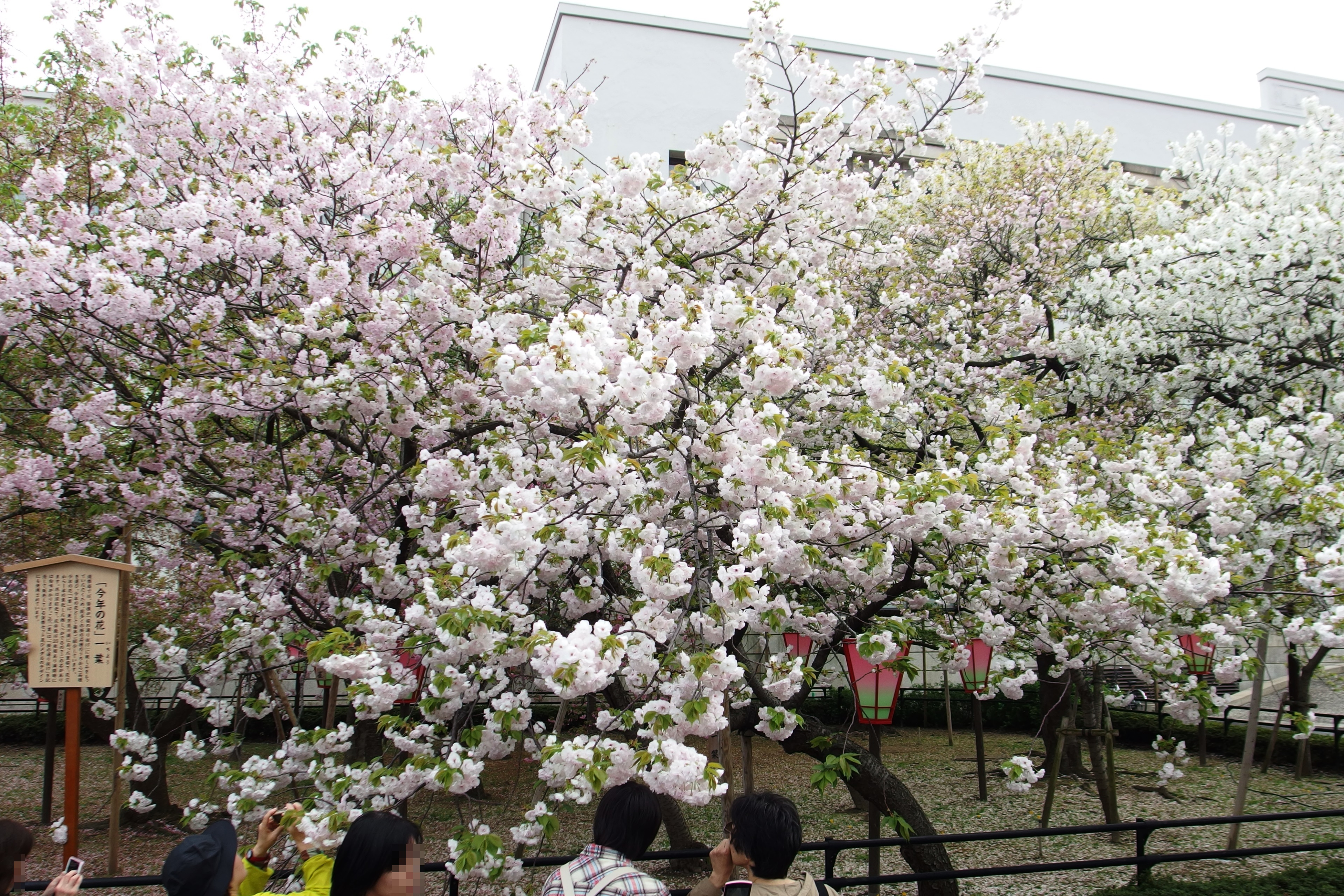
2015年（平成27年）の「今年の花」のイチヨウ

大阪本局にはカンザンやフゲンゾウなどの遅咲きのヤエザクラを中心に137品種336本（2021年（令和3年）時点）のサクラが植栽されており、日本さくら名所100選に選定されている。毎年4月中旬のヤエザクラの開花時期の7日間に敷地内の一部が花見客に一般公開される「桜の通り抜け」が行われており、多品種のサクラを見ることができる春の伝統行事となっており、夜間照明により日没後も夜桜鑑賞ができる。
大阪市北区の大川沿いに位置する本局は藤堂家大坂屋敷の敷地を明治期に再整備して開業した経緯があり、その際、同家の敷地に植栽されていた桜樹木約120品種、約400本も造幣局へ引き継がれて大川の川岸通りに移植され、造幣局敷地内には1870年（明治3年）以降に新たに桜の若木が並木として植えられた。
1883年（明治16年）に当時の造幣局長遠藤謹助が「役人だけが花見をしていてはいけない」と桜並木の一般公開を始めたのが「桜の通り抜け」の始まりであり「桜の通り抜け」の呼称は1907年（明治40年）頃に定着した。1943年（昭和18年）から1946年（昭和21年）までは太平洋戦争による被災で中止され、大阪大空襲では多くの桜を焼失したが、戦後に職員らの蒐集により多品種の桜並木が復元された。
1967年（昭和42年）に観客の1人が転倒したことから将棋倒しとなり、女性1人が死亡し27人が負傷。これをきっかけとして、1968年（昭和43年）から川崎橋方向の南側ゲートから入場し桜宮橋方向の北側ゲートへ抜ける一方通行となった。1975年（昭和50年）からは毎年一品種が「今年の花」として紹介されるようになり、また「通り抜け記念メダル」の販売も始まった。
平成23年（2011年）は東日本大震災に際する電力危機により内外からの開催反対意見があったが、夜桜ライトアップを取り止めて昼間のみ開催され、開催7日間で1000万円余が募金された。
2020年（令和2年）は新型コロナウイルス感染症の流行の影響を受け中止が発表された。また、2021年（令和3年）は、防疫・拡大防止のため事前にはがきによる抽選申し込みに当選した方を対象として、1日当たり8400人（週末は9600人）、かつ、1時間当たり1200人を上限として、申込者に曜日と時間（午前・午後。1時間単位の入場指定については主催者で決定）を指定した入場を受け付けた上で4月8日～14日に開催する予定になっていたが、変異種などによるコロナウイルス第4波の影響が広がっていること、また日本国政府が大阪市に対して、「蔓延防止等重点措置」を4月6日～5月5日（予定）に適用することを決めたことを踏まえ、「来場者の感染を防ぐため」に同年の開催も見合わせることが決まった。
2022年、2023年（令和4，5年）は事前のネット予約（費用無料　先着順）で申し込んだ人に限定して入場できるようになった。
観桜者数第1位は、2005年（平成17年）の114万7000人、第2位は1959年（昭和34年）の106万1780人。

### 支局
1967年（昭和42年）に大阪から桜が移植された広島支局でも、1991年（平成3年）以降、毎年ヤエザクラの開花時期に「花のまわりみち」として一般開放されている。広島支局の桜は60品種220本である。2020年（令和2年）は新型コロナウイルス感染症の流行の影響を受け中止が発表された。
2016年（平成28年）に東京支局から移転して開局したさいたま支局では、敷地内（博物館棟の北側）に200mほどに渡り、ヤエザクラ23種類、約100本の若木が植えられており、2021年（令和3年）以降、毎年開花時期に「桜のさんぽ道」として一般開放されている。通路の名称は、支局の職員から公募して決定した。

## 拠点
- 大阪本局、造幣博物館（本局）

〒530-0043 大阪府大阪市北区天満1丁目1番79号北緯34度41分48.6秒 東経135度31分16.3秒 / 北緯34.696833度 東経135.521194度
- さいたま支局、造幣さいたま博物館

〒330-0835 埼玉県さいたま市大宮区北袋町1丁目190番地22北緯35度53分37.7秒 東経139度38分25.5秒 / 北緯35.893806度 東経139.640417度
- 広島支局、造幣展示室（広島支局）

〒731-5128 広島県広島市佐伯区五日市中央6丁目3番1号北緯34度22分40.6秒 東経132度21分26.8秒 / 北緯34.377944度 東経132.357444度

## 交通アクセス
- 地下鉄谷町線・京阪本線・中之島線「天満橋駅」徒歩10分
- 大阪市高速電気軌道（谷町線・堺筋線）「南森町駅」徒歩10分
- JR東西線「大阪天満宮駅」徒歩10分

## 文化財および遺構
重要文化財
旧造幣寮鋳造所正面玄関、泉布観
国指定史跡 旧造幣寮
造幣寮旧正門建物（詰所）、ガス灯、造幣局用地境界石標、淀川河畔の護岸石
その他

旧造幣局火力発電所（造幣博物館）

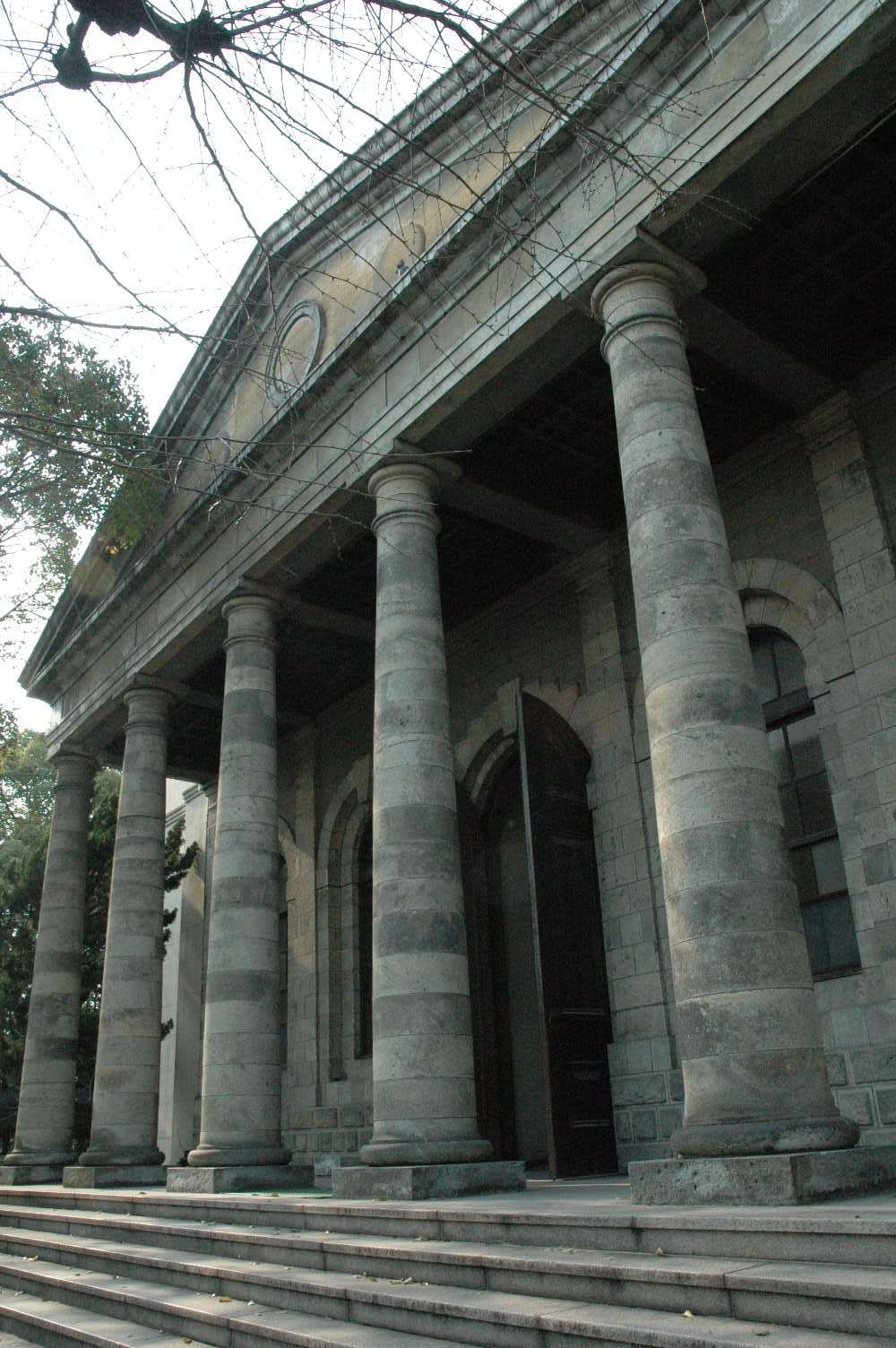
旧造幣寮鋳造所正面玄関（旧桜宮公会堂）
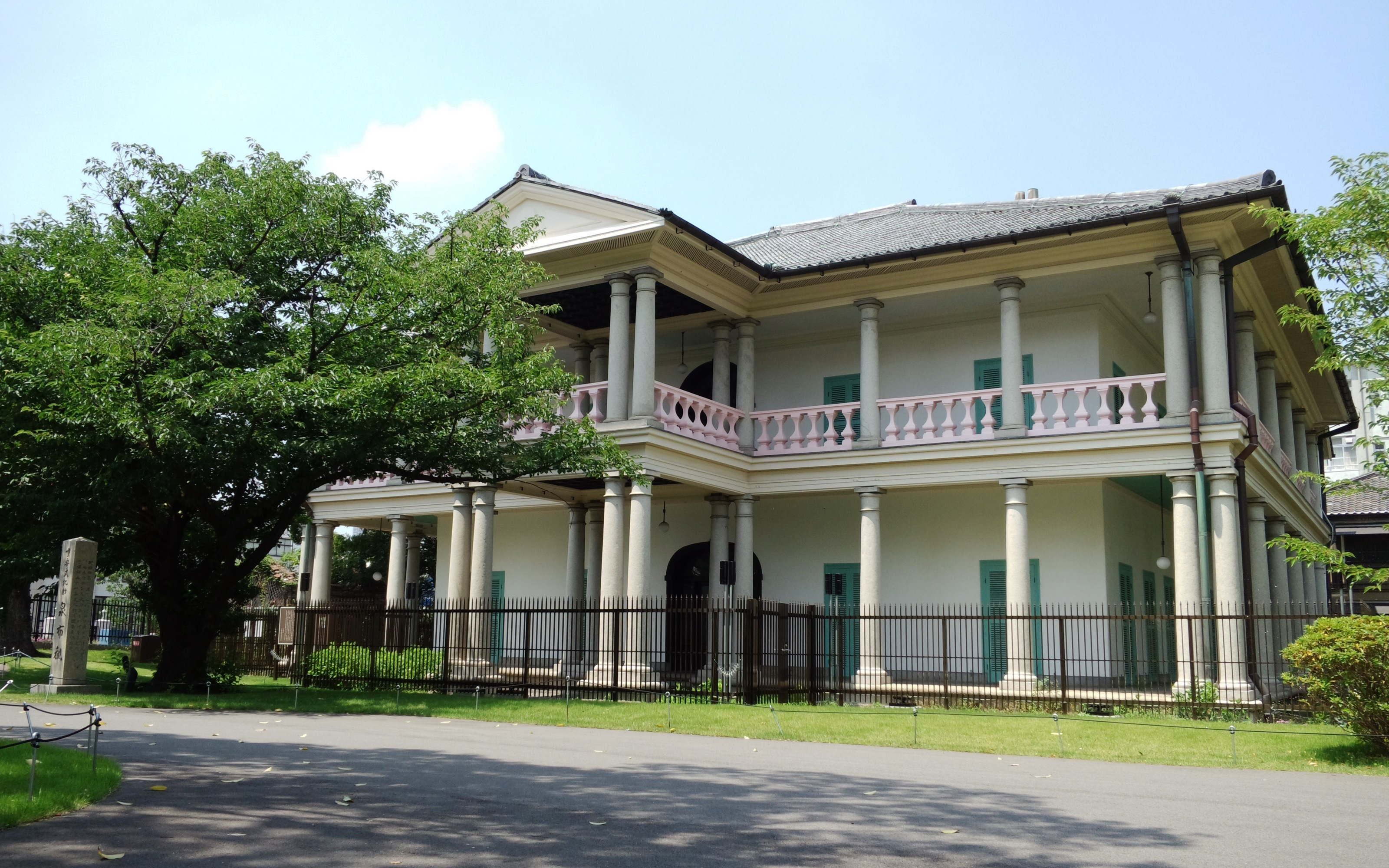
旧造幣寮応接所（泉布観）
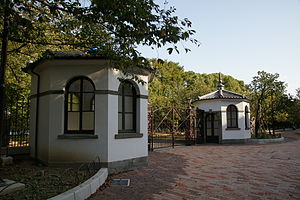
造幣局旧正門
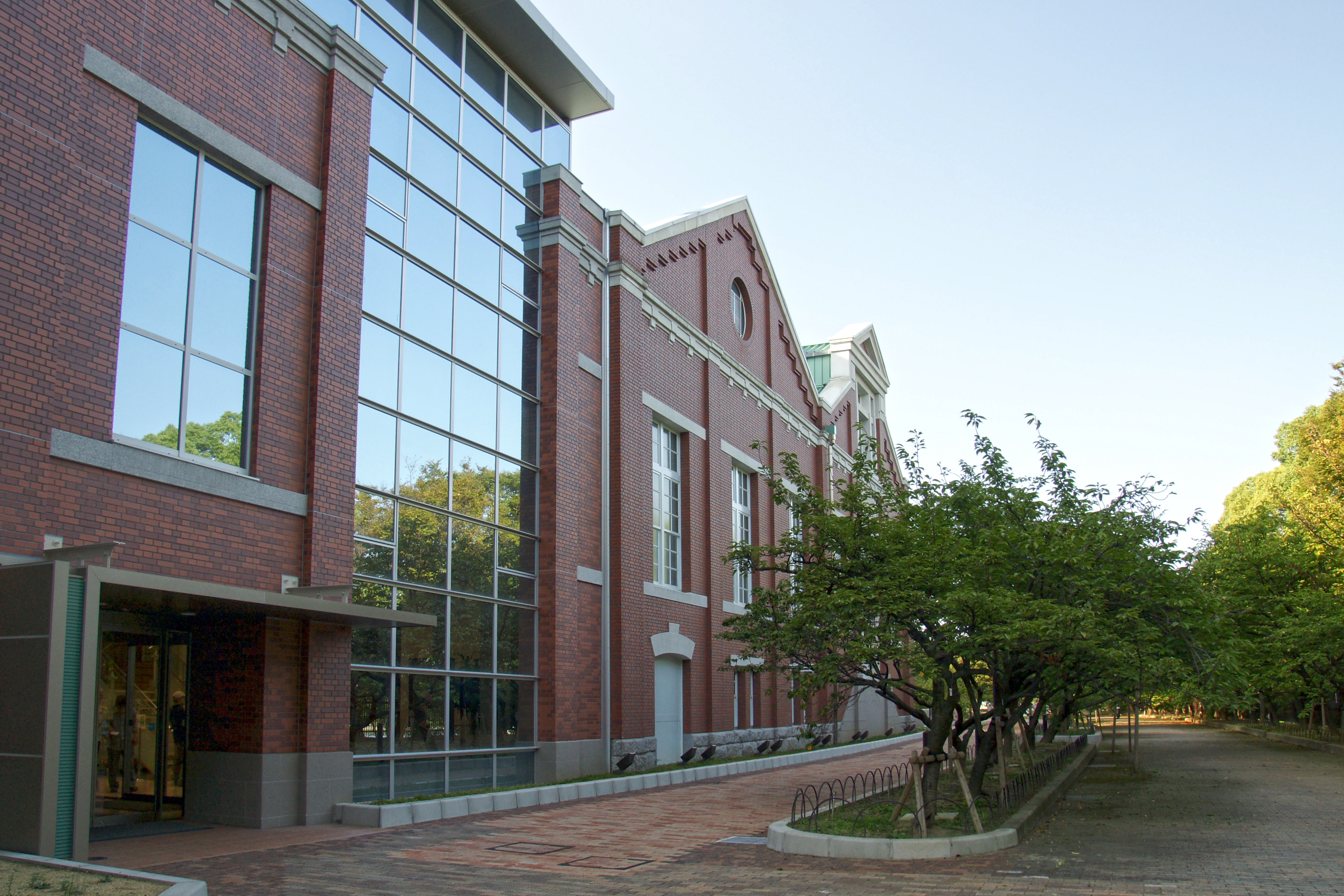
旧造幣局火力発電所（造幣博物館）
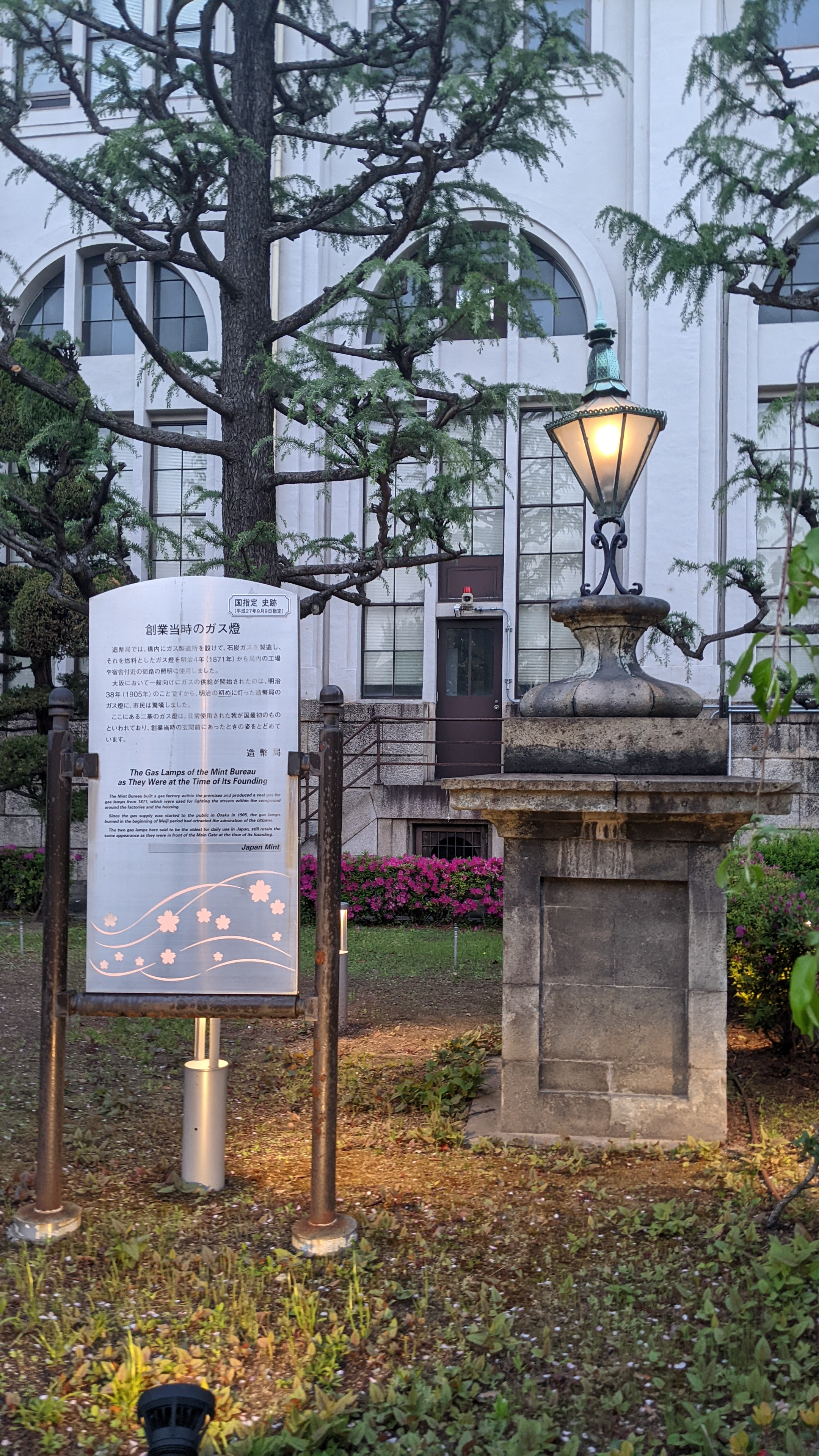
日本における初期のガス灯